# Barnesintegral
Inom matematiken är en Barnesintegral eller Mellin–Barnesintegral en kurvintegral som innehåller produkter av gammafunktioner. De introducerades av Ernest William Barnes (1908, 1910). De är nära relaterade till generaliserade hypergeometriska serier.
Integralen tas vanligen längs en kurva som är en deformering av imaginära axeln, går runt polerna av faktorerna av formen Γ(a + s) och till höger om polerna av  Γ(a − s).

## Hypergeometriska serier
Hypergeometriska funktionen ges av Barnesintegralen (Barnes 1908)
{\displaystyle {}_{2}F_{1}(a,b;c;z)={\frac {\Gamma (c)}{\Gamma (a)\Gamma (b)}}{\frac {1}{2\pi i}}\int _{-i\infty }^{i\infty }{\frac {\Gamma (a+s)\Gamma (b+s)\Gamma (-s)}{\Gamma (c+s)}}(-z)^{s}\,ds.}

## Barnes lemmas
Barnes första lemma (Barnes 1908) säger att
{\displaystyle {\frac {1}{2\pi i}}\int _{-i\infty }^{i\infty }\Gamma (a+s)\Gamma (b+s)\Gamma (c-s)\Gamma (d-s)ds={\frac {\Gamma (a+c)\Gamma (a+d)\Gamma (b+c)\Gamma (b+d)}{\Gamma (a+b+c+d)}}.}
Detta är en analogi av Gauss 2F1-formel och samtidigt en utvidgning av Eulers betaintegral. Integralen ovan kallas ibland för Barnes betaintegral. 
Barnes andra lemma (Barnes 1910) säger att
{\displaystyle {\frac {1}{2\pi i}}\int _{-i\infty }^{i\infty }{\frac {\Gamma (a+s)\Gamma (b+s)\Gamma (c+s)\Gamma (1-d-s)\Gamma (-s)}{\Gamma (e+s)}}ds}
{\displaystyle ={\frac {\Gamma (a)\Gamma (b)\Gamma (c)\Gamma (1-d+a)\Gamma (1-d+b)\Gamma (1-d+c)}{\Gamma (e-a)\Gamma (e-b)\Gamma (e-c)}}}
där e = a + b + c − d + 1. Detta är en analogi av Saalschützs formel.